# Nationella flaggtorget

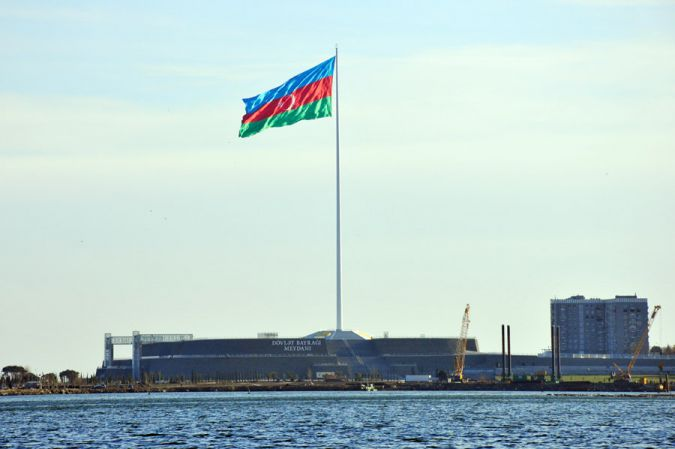
Nationella flaggtorget sett från Kaspiska havet.

Det nationella flaggtorget (azerbajdzjanska: Dövlət Bayrağı Meydanı, Dövlät Bajraghy Mejdany) är ett torg vid Neftjileravenyn i Azerbajdzjans huvudstad Baku. Godkänd av Guinness Rekordbok, sitter flaggan på en stång som är 162 meter hög och flaggan mäter 70×35 meter, vilket gör den till världens största flagga. Flaggtorget invigdes officiellt av president Ilham Alijev, den 1 september 2010. Den 24 maj 2011 blev en flagga i Tadzjikistans huvudstad Dusjanbe världens allra högsta, dock är själva flaggans mått inte lika stora som den azerbajdzjanska.

### Fotnoter
1. ↑  https://globalvoices.org/2010/09/07/azerbaijan-baku-welcomes-the-worlds-highest-flag-and-a-strong-wind/
2. ↑  http://www.today.az/news/society/76346.html
3. ↑  ”Arkiverade kopian”. Arkiverad från originalet den 6 juli 2011. https://web.archive.org/web/20110706131107/http://en.itv.az/news/1768.html. Läst 1 december 2010.
4. ↑  ”Arkiverade kopian”. Arkiverad från originalet den 4 april 2019. https://web.archive.org/web/20190404114645/https://news.tj/ru/news/v-dushanbe-na-samom-vysokom-flagshtoke-v-mire-podnyat-flag-foto. Läst 24 maj 2011.
5. ↑  http://lenta.ru/news/2011/05/24/flag/